# Lubczyna (Západopomořanské vojvodství)
Lubczyna je vesnice v městsko-vesnické gmině Goleniów v okrese Goleniów v Západopomořanském vojvodství v severozápadním Polsku. Geograficky se nachází na pobřeží jezera Dąbie, které je nazýváno také Odra Wschodnia, v mezoregionu Dolina Dolnej Odry.

## Historie a popis
Lidské osídlení v této oblasti je archeologicky doloženo již od doby železné. První známá písemná zmínka pochází z roku 1124. Ve 13. století zde měl letní sídlo štětínský a pomořský kníže Barnim I. Dobrý (1210-1278), který okolní lesy využíval k lovu a který do oblasti přivedl osadníky z Německa a Nizozemska, aby odvodnili místní mokřady. V průběhu 19. století Lubczyna zažívala růst a v roce 1867 zde žilo více než 1630 obyvatel. Většinu obyvatel tvořili zemědělci a rybáři, méně bylo řemeslníků, obchodníků s rybami a námořníků. Po druhé světové válce byla obec dočasně pojmenována na Lubczyn a od roku 1946 nese název Lubczyna. V letech 1975-1998 Lubczyna administrativně patřila do Štětínského vojvodství. Nynější zástavba obce pochází povětšinou z počátku 20. století nebo je nová. V roce 2022 zde žilo 612 obyvatel. Současná Lubczyna se rozvíjí jako turistické a rekreační středisko s písečnou pláží, kempem, molem, jachetním přístavem, půjčovnou lodí a dalším vybavením a infrastrukturou.

### Turistické trasy
Podél meandrů Iny vede z Goleniówa vodácká trasa podél řeky Ina až k Odře a dále přes jezero Dąbie až do Lubczyny. Nacházejí se zde cyklotrasy Blue Velo - Odrzáńska Trasa Rowerowa a Szlak rowerowy R-66. Významná je také turistická poutní trasa Zachodniopomorska Droga św. Jakuba (úsek Svatojakubské cesty).

## Galerie

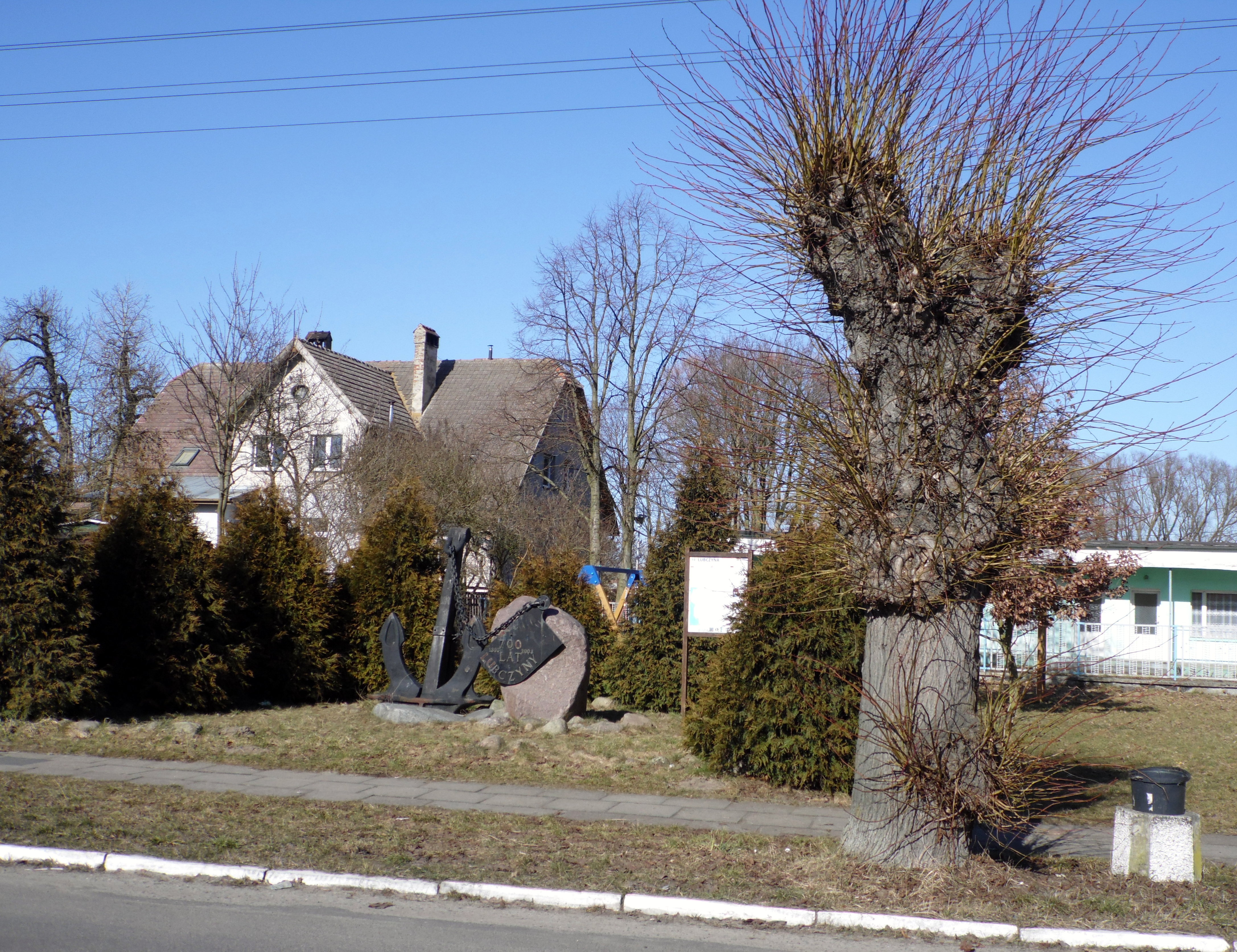
Památník výročí 700. let vesnice
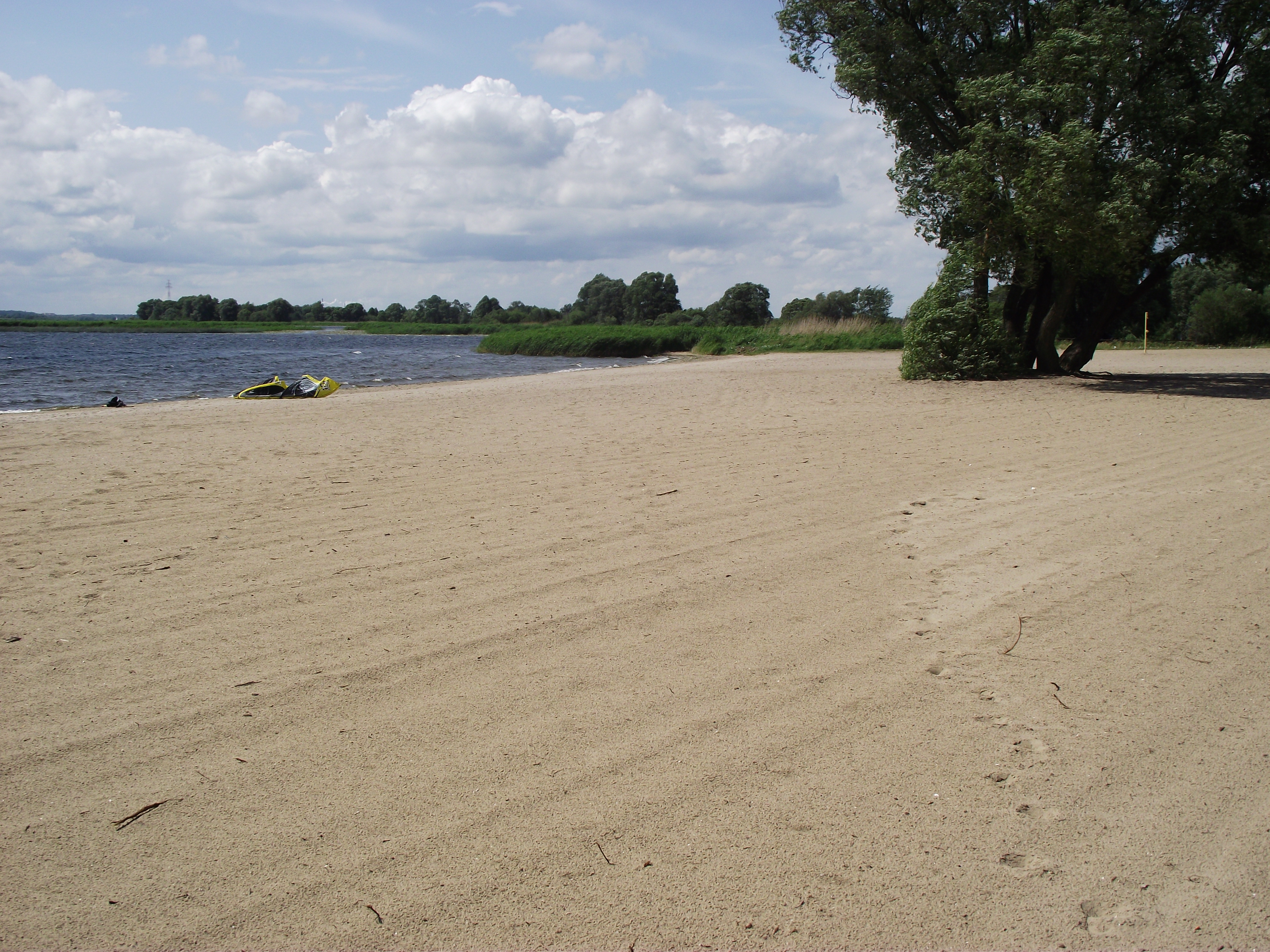
Pláž
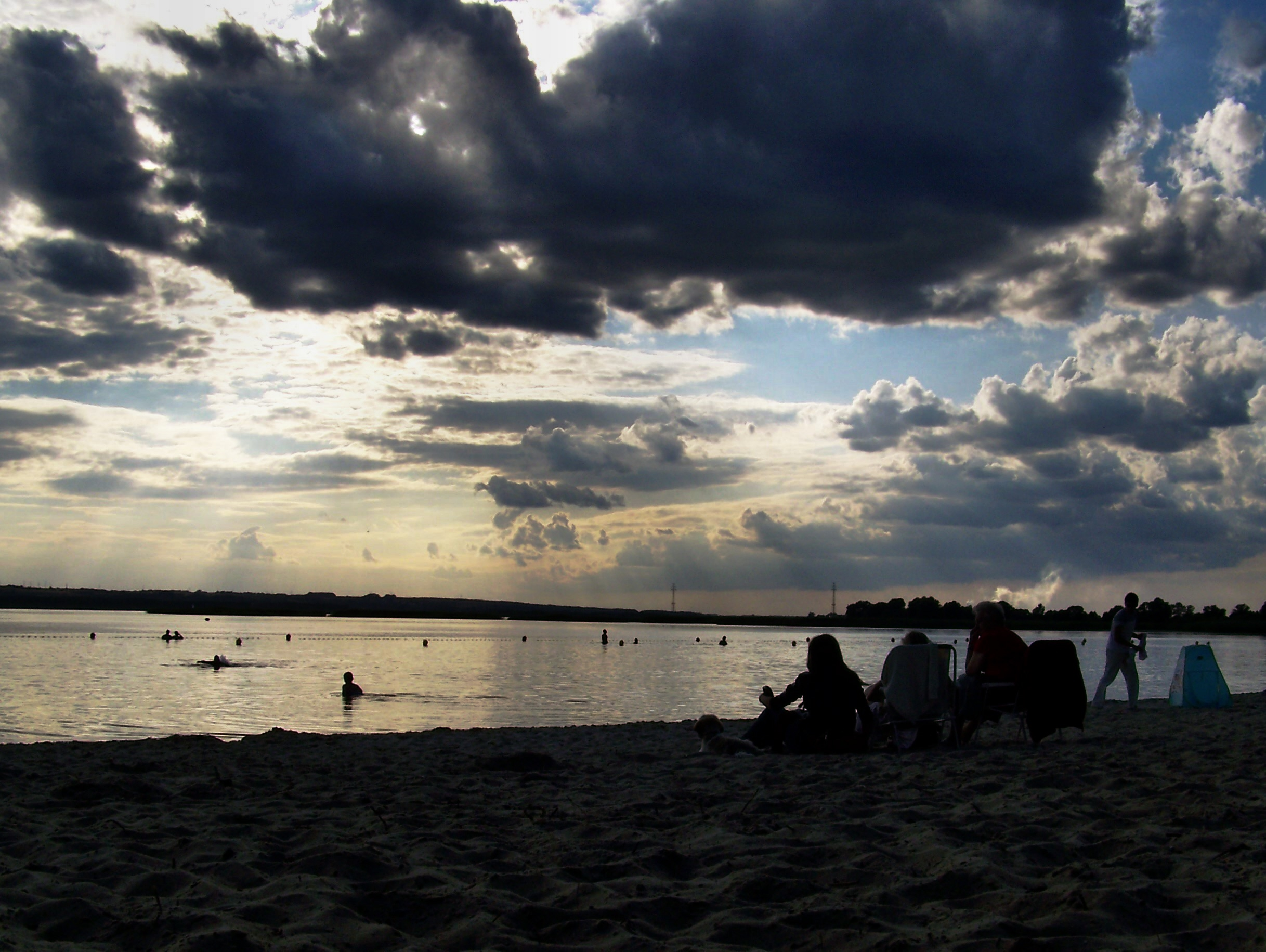
Jezero Dąbie
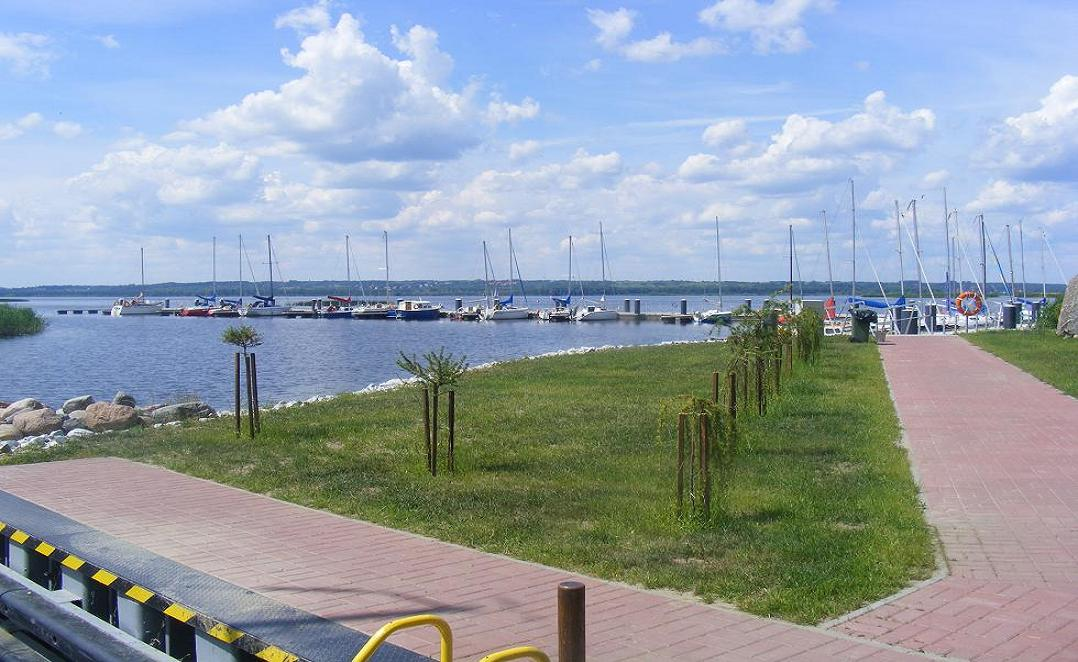
Přístav
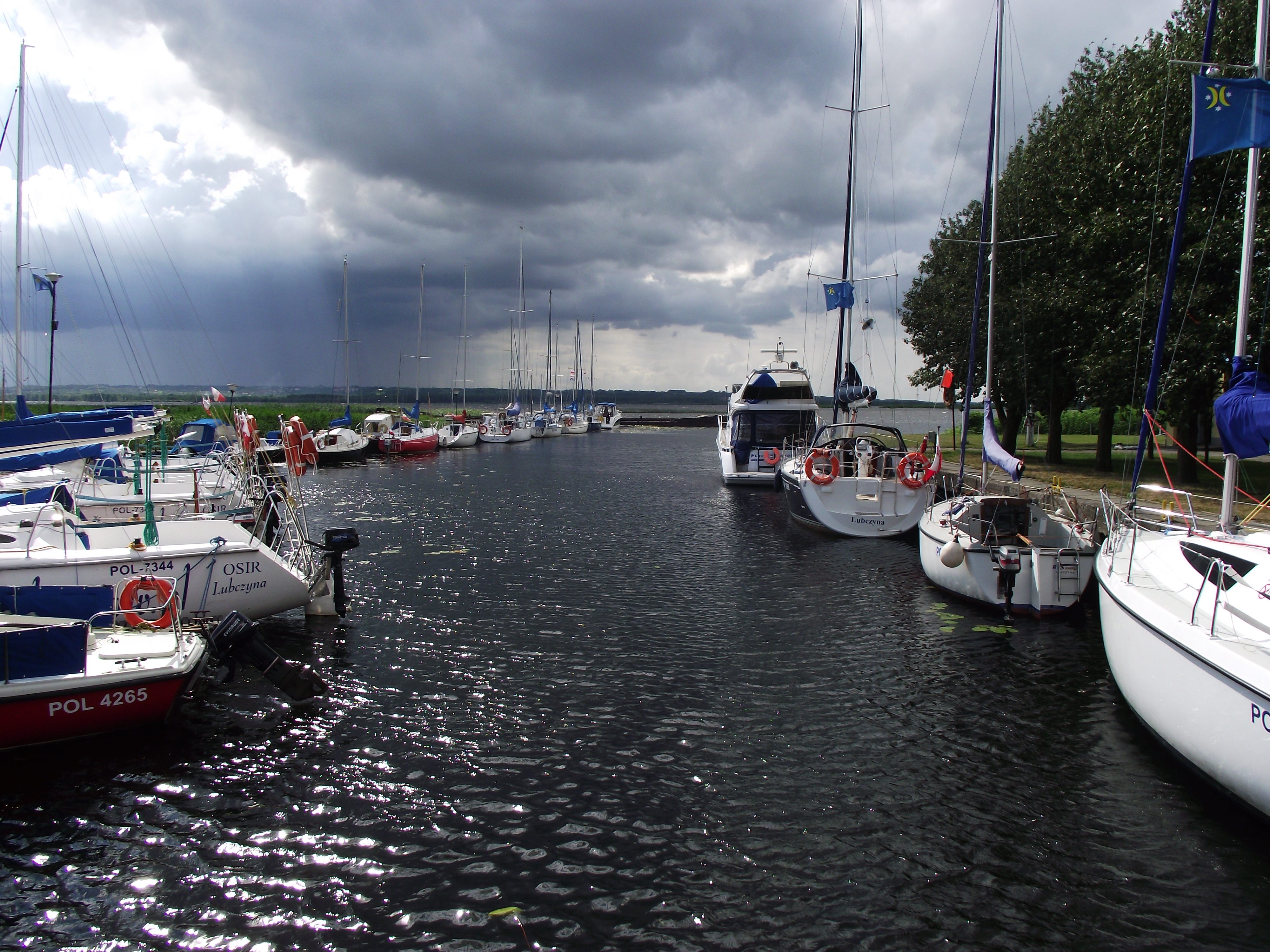
Přístav